# Гисвиль
Гисвиль (нем. Giswil) — коммуна в Швейцарии, в кантоне Обвальден.
Население составляет 3676 человека (на 31 декабря 2020 года). Официальный код — 1403.

## История
Гисвиль впервые упоминается в 11 веке как Кисевиларе.

## География
Муниципалитет расположен на южной оконечности озера Сарнен. Он состоит из деревенских районов Гросштайль, Кляйнтайль, Руденц и Дихтерсматт, а также разбросанных фермерских домов и деревень. На юго-западе муниципалитет возвышается до вершин Гисвилерсток, Бриенцер Ротхорн, Арнихаагген и Хех Гумме. Перевал Глаубенбьелен пересекает Серенберг в районе Энтлебух кантона Люцерн.
Площадь Гисвиля по состоянию на 2006 год составляла 85,9 км². Из этой площади 35,9 % используется в сельскохозяйственных целях, в то время как 53,3 % покрыто лесами. Из остальной части земли 2,2 % заселено (здания или дороги), а остальная часть (8,7 %) непродуктивна (реки, ледники или горы).

## Демография
Население Гисвиля (по состоянию на 31 декабря 2020 года) составляет 3676 человек. По состоянию на 2007 год 8,9 % населения составляли иностранные граждане. После периода бедности и эмиграции в конце 19 века, когда численность населения оставалась на уровне около 1600 человек, население непрерывно увеличивалось в 20 веке. За последние 40 лет население увеличилось на 38 %, главным образом потому, что экономические условия в регионе и общественный транспорт в Люцерне улучшились, так что миграционный баланс определенно изменил свое отношение к иммиграции. Большая часть населения (по состоянию на 2000 год) говорит на немецком языке (95,5 %), на втором месте по распространенности — сербохорватский (1,0 %), на третьем — португальский (0,8 %). По состоянию на 2000 год гендерное распределение населения составляло 50,9 % мужчин и 49,1 % женщин. По состоянию на 2000 год в Гисвиле насчитывалось 1250 домашних хозяйств.
На федеральных выборах 2007 года SVP получила 35,9 % голосов. Следующими тремя наиболее популярными партиями были CVP (26,2 %), SPS (19,4 %), а остальные голоса достались другим партиям (18,6 %). Уровень безработицы в Гисвиле составляет 1,24 %.
Историческая численность населения приведена в следующей таблице:
| Год  | Население |
| ---- | --------- |
| 1744 | 1040      |
| 1850 | 1610      |
| 1900 | 1711      |
| 1950 | 2642      |
| 1990 | 3085      |
| 2000 | 3435      |